# Església de Sant Fost de Campsentelles
|  | Per a altres significats, vegeu «església vella de Sant Fost de Campsentelles». |

Sant Fost és un temple parroquial catòlic del municipi de Sant Fost de Campsentelles (Vallès Oriental). Va ser construïda durant la postguerra, finalitzada el 1941, en substitució de l'antiga església, cremada el 1936.

## Arquitectura
La planta de la nova església de Sant Fost és de tipus basilical. Té tres naus, la central és la més ampla, amb set trams i l'absis semicircular. La façana té tres grans arcades que a l'alçada del cor es transformen en cinc de noves. La teulada és a dues aigües de caiguda lateral. A l'interior s'hi pot veure un bon enteixinat i a la part sud l'altar dedicat Sant Fost. El campanar, adossat, és una torre de planta quadrada, com la principal, arrebossada amb ciment. Té finestrals-troneres i sis buits d'arc de mig punt. El conjunt té adossada la rectoria.

## Notícies històriques
Es va començar a construir un cop acabada la Guerra Civil, en substitució de l'antiga que havia estat cremada el juliol de 1936. Va ser acabada el 1941, el cardenal Jubany la va visitar el 8 de juliol de 1978.